# Carlos Veiga
Carlos Alberto Wahnon de Carvalho Veiga (pronunciació portuguesa: [ˈkaɾluz alˈbɛɾtu waˈnõ dɨ kɐɾˈvaʎu ˈvejɡɐ]; Mindelo, 21 d'octubre de 1949) és un polític del Cap Verd. Va ser primer ministre del Cap Verd del 4 d'abril de 1991 al 29 de juliol de 2000, i es va presentar sense èxit a la presidència com a candidat del partit Moviment per Democràcia (MpD) el 2001 i el 2006.
Veiga va ser primer ministre sota la presidència d'António Mascarenhas Monteiro, i va dimitir el juliol del 2000 per tal de presentar-se com a candidat per MpD a les eleccions presidencials del febrer de 2001. Va ser succeït com a primer ministre per Gualberto Rosário.
En les eleccions presidencials de 2001, Veiga va perdre per 17 vots menys que Pedro Pires del Partit africà per la Independència de Cap Verd (PAICV) en la segona volta de les eleccions. Va tornar-se a presentar en les eleccions presidencials de febrer de 2006, però va perdre un altre cop en favor de Pires.